# Miguel Ángel Ossés
Miguel Ángel Ossés (n. Isla Verde, Córdoba; 25 de octubre de 1926), militar argentino, perteneciente a la Fuerza Aérea, que alcanzó el rango de brigadier mayor. Se desempeñó como embajador de Argentina en Australia, en el marco de la dictadura autodenominada «Proceso de Reorganización Nacional».

## Biografía
Nació en Isla Verde, provincia de Córdoba, el 25 de octubre de 1926.
Tras culminar con sus estudios de educación secundaria, el biografiado ingresó como cadete de la Escuela de Aviación Militar el 1 de marzo de 1944. El 15 de diciembre de 1947 egresó como alférez del escalafón aire, con orden de mérito 35 sobre un total de 164 cadetes egresados de la promoción 13.ª de la mencionada institución aeronáutica militar. Entre sus compañeros de promoción se destacan los alféreces Rubén Dante Di Bello, Orlando Ramón Agosti, Omar Domingo Rubens Graffigna y Jesús Orlando Cappellini.
Fue titular del Comando de Operaciones Aéreas entre 1976 y 1979.
Fue designado embajador de Argentina en Australia el 22 de mayo de 1979, por decreto S n.º 1151 del presidente de facto Jorge Rafael Videla. Dimitió al cargo en 1981; su renuncia fue aceptada el 15 de junio de ese año (resolución n.º 379 del ministro Oscar Camilión).
Fue beneficiado por la Ley de Punto Final de 1986.
El 16 de julio de 2015 fue condenado a cadena perpetua en el juicio por delitos de lesa humanidad cometidos en el centro clandestino de detención «Mansión Seré».